# Abel Ferreira
Abel Fernando Moreira Ferreira (ComIH) (Penafiel, 22 december 1978), ook wel bekend als Abel, is een voormalig Portugees voetballer en huidig voetbaltrainer, die als rechtsback speelde en bij verschillende Portugese clubs onder contract stond.

## Clubcarrière
Hij begon zijn carrière bij de club Penafiel, uit zijn geboorteplaats. Daar speelde hij tweeënzestig competitiewedstrijden en vertrok toen naar Vitória Guimarães. Bij Vitória Guimarães speelde Ferreira tachtig competitiewedstrijden. In 2004 maakte hij de overstap naar Braga. Daar speelde hij in totaal drieënveertig competitiewedstrijden, waarin hij nul keer tot scoren kwam. In 2006 verhuisde hij naar Sporting CP, waar hij speelde tot het einde van zijn carrière in 2011. Hij kwam in totaal honderdelf keer voor Sporting CP uit, waarin hij twee keer wist te scoren.

## Trainerscarrière

### Sporting CP
Ferreira begon na zijn voetbalcarrière als trainer te werken en nam de leiding over de junioren van Sporting CP en hun reserves in de Segunda Liga. 

### Braga
In februari 2015 werd hij aangesteld als trainer bij SC Braga B in dezelfde divisie. Op 26 april 2017 volgde Ferreira Jorge Simão op als trainer van het eerste elftal van SC Braga. In zijn eerste volledige seizoen leidde hij hen naar de vierde plaats in de Primeira Liga, waarna hij zich kwalificeerde voor de derde kwalificatieronde van de UEFA Europa League.

### PAOK
PAOK Saloniki betaalde op 30 juni 2019 naar verluidt €2.000.000,- aan SC Braga om Ferreira als trainer over te nemen, nadat voormalig trainer Răzvan Lucescu was vertrokken naar Al-Hilal in Saoedi-Arabië. In zijn eerste jaar werd PAOK door Ajax in de derde kwalificatieronde van de UEFA Champions League uitgeschakeld, toen Ajax scoorde via twee controversiële strafschoppen in de tweede wedstrijd. Ze werden uitgeschakeld door Slovan Bratislava in de playoff-ronde van de UEFA Europa League. In de Super League leidde Ferreira de ploeg naar de tweede plaats, maar had ook de leiding toen het record van de club van eenenvijftig ongeslagen wedstrijden ten einde kwam. Ze bereikten ook de halve finale van de Griekse beker. Ferreira verliet PAOK op 30 oktober 2020 na een 0–0 gelijkspel bij Granada in de groepsfase van de UEFA Europa League.

### Palmeiras
Diezelfde dag, op 30 oktober 2020, werd Ferreira aangesteld als trainer van Palmeiras voor de duur van twee jaar. Op 30 januari 2021 won Ferreira zijn eerste titel als trainer, de CONMEBOL Libertadores. In de finale werd het eveneens Braziliaanse Santos met 1–0 in de finale verslagen. Dit was voor Palmeiras de tweede keer dat ze het belangrijkste Zuid-Amerikaanse clubtoernooi wonnen. Op 27 nomember 2021 wist Ferreira met zijn ploeg opnieuw de CONMEBOL Libertadores-titel te winnen. In de finale werd het eveneens Braziliaanse Flamengo met 2–1 verslagen. Dit betekende voor Palmeiras dat zij voor de derde keer de belangrijkste Zuid-Amerikaanse clubprijs wisten te winnen en voor de tweede keer, na 2020, op rij.

## Erelijst
Als speler
 Sporting CP
- Taça de Portugal: 2006/07, 2007/08
- Supertaça Cândido de Oliveira: 2007, 2008

Als trainer
 Palmeiras
- CONMEBOL Libertadores: 2020, 2021
- CONMEBOL Recopa: 2022
- Copa do Brasil: 2020
- Campeonato Brasileiro Série A: 2022
- Campeonato Paulista: 2022
- Supercopa do Brasil: 2023